# أوين فوستر
أوين فوستر (بالإنجليزية: Owen Foster)‏ (مواليد 7 يناير 2005) هو لاعب كرة قدم إنجليزي محترف يلعب كحارس مرمى لنادي سكونثورب يونايتد.